# Manganohörnesite
La manganohörnesite (simbolo IMA: Mhns) è un minerale piuttosto raro del gruppo della vivianite appartenente alla famiglia dei "fosfati, arseniati e vanadati" con composizione chimica Mn2+3(AsO4)2 • 8H2O.

## Etimologia e storia
Nel 1951 il minerale ha avuto il suo primo nome, manganese-hoernesite, a opera di Olof Gabrielson perché rappresenta l'analogo del manganese della hörnesite; successivamente, nel 2008, il minerale è stato rinominato in manganohörnesite.

## Classificazione
La classica nona edizione della sistematica dei minerali di Strunz, aggiornata dall'Associazione Mineralogica Internazionale (IMA) fino al 2009, elenca la manganohörnesite nella classe "8. Fosfati, arseniati, vanadati" e nella sottoclasse "8.C Fosfati senza anioni aggiuntivi, con H2O"; questa viene ulteriormente suddivisa in base alla dimensione dei cationi coinvolti, in modo tale da trovare la manganohörnesite nella sezione "8.CE Con soltanto cationi di media dimensione, RO4:H2O circa 1:2,5" dove insieme ad annabergite, arupite, barićite, eritrite, ferrisymplesite, hörnesite, köttigite, pakhomovskyite, parasymplesite e vivianite forma il sistema nº 8.CE.40.
Tale classificazione rimane invariata anche nell'edizione successiva, proseguita dal database "mindat.org" e chiamata Classificazione Strunz-mindat nella quale, oltre ai minerali già citati, compare anche la cabrerite.
Nella Sistematica dei lapis (Lapis-Systematik) di Stefan Weiß la manganohörnesite si trova nella classe dei "fosfati, arseniati e vanadati" e nella sottoclasse dei "fosfati idrati, senza anioni estranei"; qui si trova nella sezione dei "cationi di piccole e medie dimensioni: Be e Al-Mn-Fe-Cu-Zn-Mg; gruppo della vivianite", dove forma il sistema nº VII/C.13 insieme ad annabergite, arupite, babánekite, barićite, bobierrite, cattiite, eritrite, hörnesite, köttigite, pakhomovskyite, parasymplesite e vivianite.
Anche nella classificazione dei minerali secondo Dana, usata principalmente nel mondo anglosassone, elenca la manganohörnesite nella famiglia dei "fosfati, arseniati e vanadati"; qui è nella classe dei "fosfati idrati ecc." e nella sottoclasse dei "fosfati idrati ecc., con (A2+)3(XO4)2 • x(H2O)" dove forma il sistema nº 40.3.7 insieme a bobierrite.

## Abito cristallino
La manganohörnesite cristallizza nel sistema monoclino con il gruppo spaziale P2/m (gruppo nº 10) con le costanti di reticolo a = 10,385 Å, b = 28,095 Å, c = 4,774 Å e β = 105,67°, oltre ad avere 4 unità di formula per cella unitaria.

## Origine e giacitura
La manganohörnesite nelle vene in fessure dello skarn in un corpo minerale metamorfosato di ferro–manganese; la paragenesi è con adelite, alleghanyite, kraisslite, quarzo, rodocrosite, sinadelfite e willemite.
Il minerale è piuttosto raro ed è stato trovato solo in pochi siti: la miniera di "Långban" presso Filipstad (Svezia), che è la località tipo e la miniera di "Harstigen" sempre nei pressi di Filipstad. Altri siti sono: la miniera di "Veta Negra" a Tierra Amarilla (Cile), Rottweil (nel Baden-Württemberg) e Annaberg-Buchholz (in Sassonia), entrambi in Germania; Chyžné (Slovacchia); Pechina (Spagna); Turtmann-Unterems (nel Canton Vallese, in Svizzera); la miniera di "Sterling" (contea di Sussex (Stati Uniti).

## Forma in cui si presenta in natura
La manganohörnesite si presenta come cristalli aciculari, appiattiti su {010}, in aggregati stellati radiali, con dimensioni fino a 0,5 cm.
I cristalli sono trasparenti, da bianchi a incolori con una lucentezza serica; il colore dello striscio è bianco.